# 흰박쥐
흰박쥐(Lasiurus cinereus)는 애기박쥐과에 속하는 박쥐의 일종이다. 북아메리카 대부분의 지역과 남아메리카의 상당수 지역에 분포하며, 갈라파고스 제도와 하와이의 분리된 개체군으로 발견된다. 몸길이는 평군 13~14.5cm, 날개폭은 40cm, 몸무게는 26g 정도이다. 캐나다에서 정상적으로 발견되는 가장 큰 박쥐이다. 무성한 털을 갖고 있으며, 진한 갈색을 띠고 털 끝은 희어서 "흰박쥐"라는 통용명이 붙었다. 날개 밑을 제외하고 몸 대부분이 털로 덮여 있다. 먹이를 구하는 동안 39km까지 비행한다.

## 사진

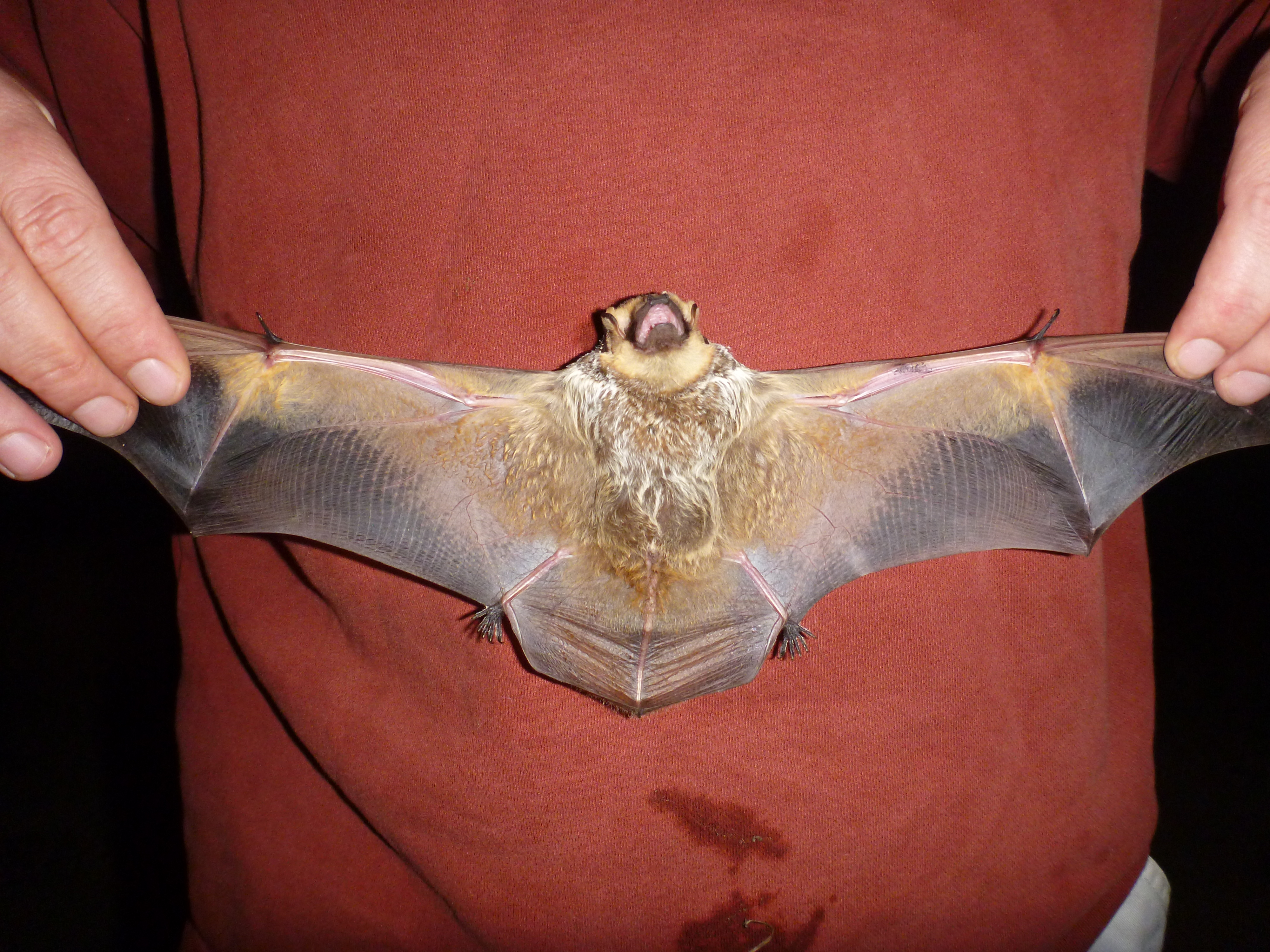
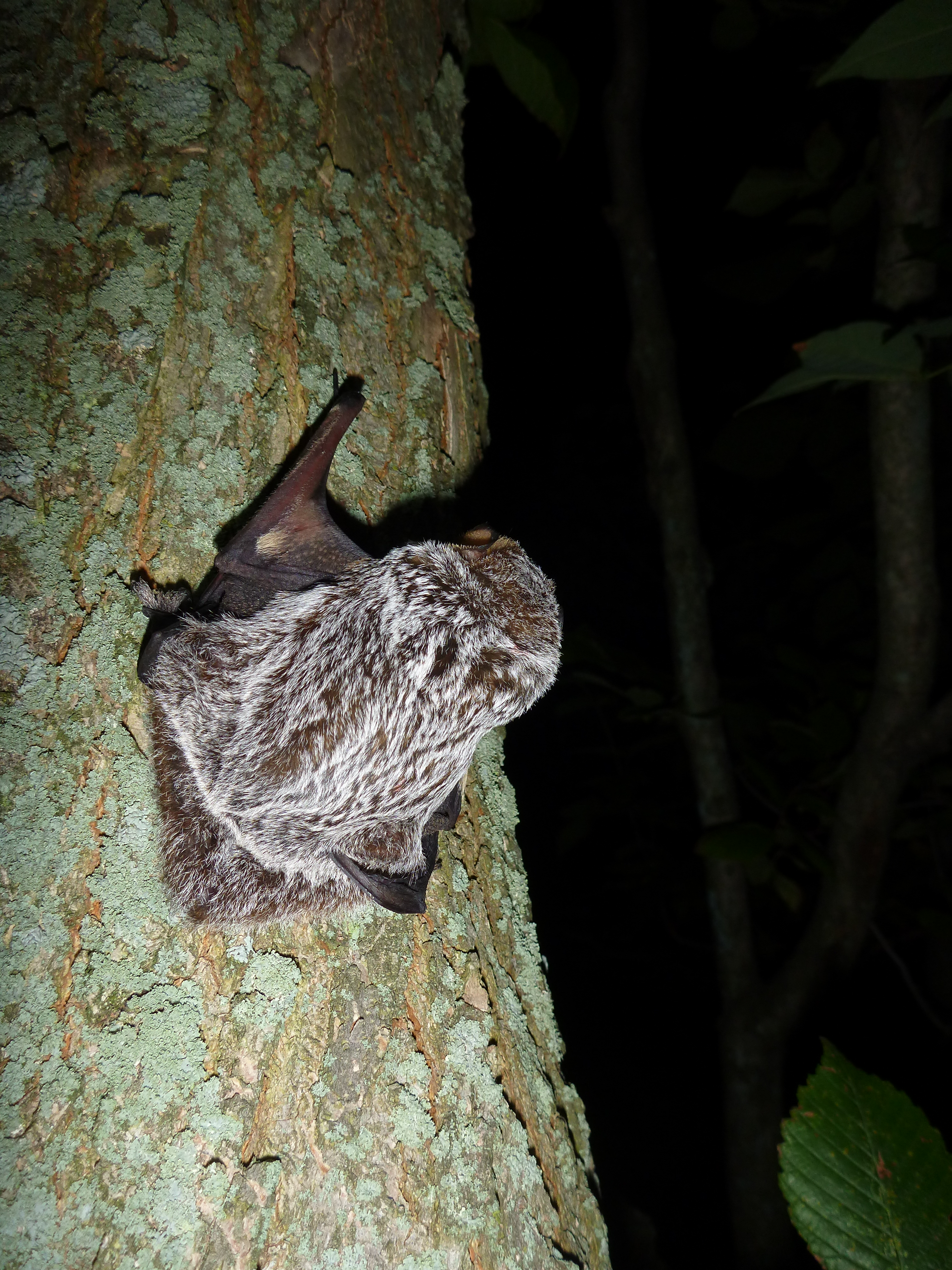
나무 위의 새끼 수컷 흰박쥐
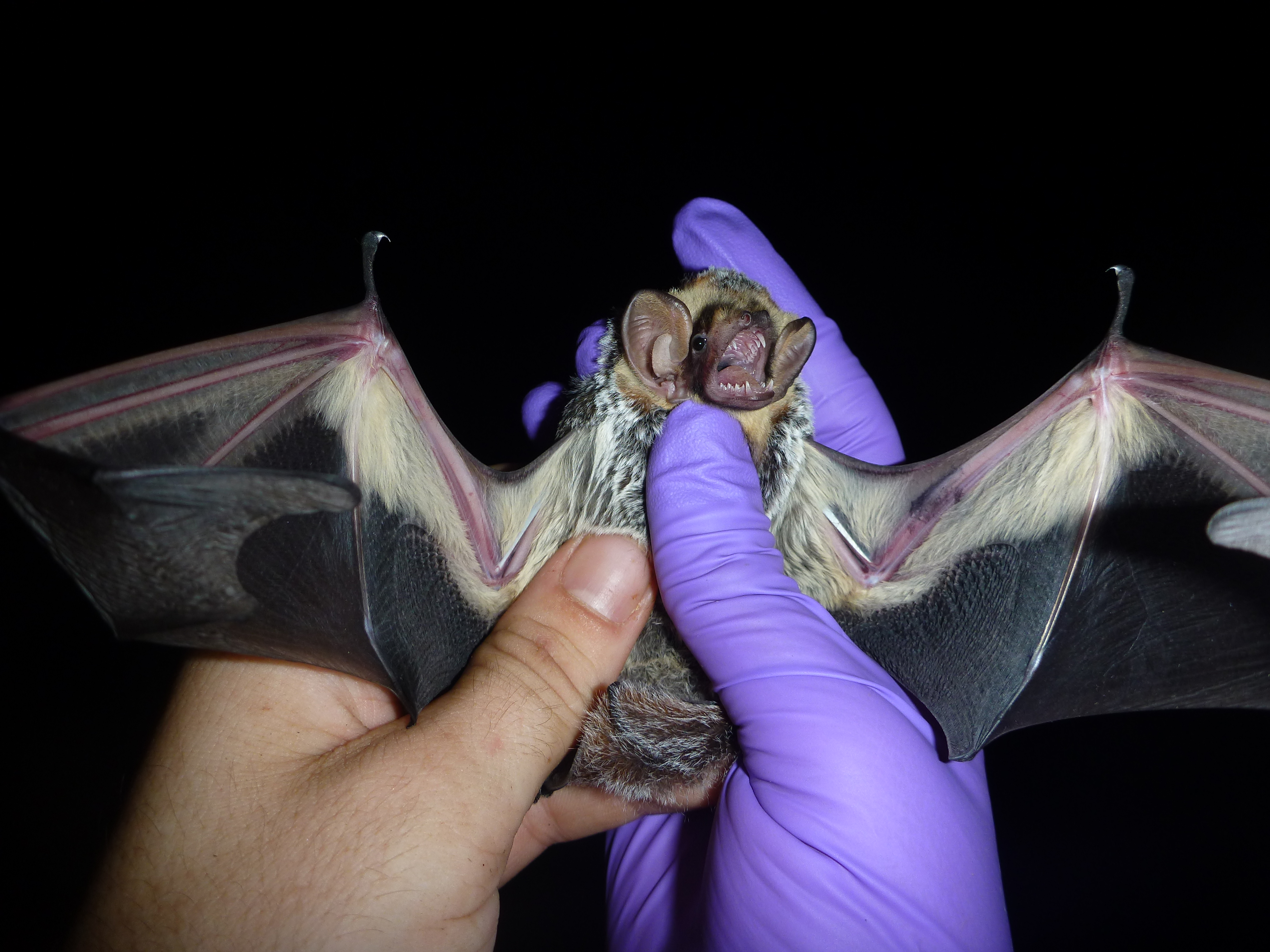
과학자가 조사 중인 흰박쥐.